# Joan Albos Cavaliere
Joan Albos Cavaliere (* 11. November 1980) ist ein andorranischer Skibergsteiger.
Albos begann 1996 mit dem Skibergsteigen und nahm mit der Teilnahme an der Trofeu Envalira im Jahr 2005 erstmals an einem Wettkampf in der Sportart teil.

## Erfolge
- 2006:
  - 2. Platz beim Vertical Race in Soldeu
  - 8. Platz bei der Weltmeisterschaft Skibergsteigen Staffel mit Toni Casals Rueda, Xavier Capdevila Romero und Joan Vilana Díaz

- 2007: 7. Platz bei der Europameisterschaft Skibergsteigen Staffel mit Toni Casals Rueda, Xavier Capdevila Romero und Xavier Comas Guixé

- 2008: 8. Platz bei der Weltmeisterschaft Skibergsteigen Staffel mit Xavier Comas Guixé, Xavier Capdevila Romero und Joan Vilana Díaz